# Rohner (historieta)
Rohner (originalmente titulada Jann Polynesia) es una serie de historieta de aventuras del español Alfonso Font. Se inspira en la narrativa de autores como Jack London y Robert Louis Stevenson, que es personaje de la historieta.

## Trayectoria editorial
Se comenzó la pulicació de Jann Polynesia en el número 59 de Cimoc, y se continuó hasta el 62.
Font la retomó a partir del 98, ya con el nuevo nombre de Rohner. 